# Challenge de France de baseball 2005
Navigation
Édition précédente Édition suivante
L’édition 2005 du Challenge de France de baseball s’est déroulée du 5 mai 2005 au 8 mai 2005 à Toulouse et à Boé-Bon-Encontre, près d'Agen. 
Elle se compose de deux phases : d’abord des rencontres en poules avec deux groupes de quatre équipes, puis les deux meilleurs de chaque poule s’affrontent au cours d'une phase finale.
Ce sont les Lions de Savigny-sur-Orge qui s'imposent en finale face aux Huskies de Rouen, les battant donc pour la 2e fois consécutive - pas d'édition en 2004 - à ce stade de la compétition. Ils se qualifient ainsi pour la Coupe d'Europe des vainqueurs de coupe de baseball (Groupe A) 2006.

## Équipes participantes
| Equipe     | Ville                  |
| ---------- | ---------------------- |
| Huskies    | Rouen                  |
| Barracudas | Montpellier            |
| Hawks      | La Guerche de Bretagne |
| Paris UC   | Paris                  |

| Equipe     | Ville            |
| ---------- | ---------------- |
| Lions      | Savigny-sur-Orge |
| Tigers     | Toulouse         |
| Templiers  | Sénart           |
| Woodchucks | Bois-Guillaume   |

## Phase de poule

### Poule A
| Date  | Heure | Lieu     | Recevant    | Visiteur    | Score | Notes |
| ----- | ----- | -------- | ----------- | ----------- | ----- | ----- |
| 5 mai | 10.00 | Toulouse | Rouen       | PUC         | 8-3   |       |
| 5 mai | 14.00 | Boé      | Montpellier | La Guerche  | 7-5   |       |
| 6 mai | 13.00 | Toulouse | Rouen       | La Guerche  | 9-1   |       |
| 6 mai | 13.00 | Boé      | Montpellier | PUC         | 1-4   |       |
| 7 mai | 10.00 | Toulouse | PUC         | La Guerche  | 12-2  |       |
| 7 mai | 17.00 | Toulouse | Rouen       | Montpellier | 10-5  |       |

| Pl. | Équipe      | MJ | V | D | PM | PC | %     |
| --- | ----------- | -- | - | - | -- | -- | ----- |
| 1   | Rouen       | 3  | 3 | 0 | 27 | 9  | 1.000 |
| 2   | PUC         | 3  | 2 | 1 | 19 | 11 | .667  |
| 3   | Montpellier | 3  | 1 | 2 | 13 | 19 | .333  |
| 4   | La Guerche  | 3  | 0 | 3 | 8  | 28 | .000  |

J : rencontres jouées, V : victoires, D : défaites, PM : points marqués, PC : points concédés, % : pourcentage de victoire.

### Poule B
| Date  | Heure | Lieu     | Recevant       | Visiteur       | Score | Notes |
| ----- | ----- | -------- | -------------- | -------------- | ----- | ----- |
| 5 mai | 13.00 | Toulouse | Savigny        | Bois-Guillaume | 13-1  |       |
| 5 mai | 16.00 | Toulouse | Toulouse       | Sénart         | 11-1  |       |
| 6 mai | 10.00 | Toulouse | Toulouse       | Bois-Guillaume | 11-7  |       |
| 6 mai | 16.00 | Toulouse | Savigny        | Sénart         | 4-2   |       |
| 7 mai | 13.00 | Toulouse | Savigny        | Toulouse       | 11-7  |       |
| 7 mai | 13.00 | Boé      | Bois-Guillaume | Sénart         | 13-6  |       |

| Pl. | Équipe         | MJ | V | D | PM | PC | %     |
| --- | -------------- | -- | - | - | -- | -- | ----- |
| 1   | Savigny        | 3  | 3 | 0 | 28 | 10 | 1.000 |
| 2   | Toulouse       | 3  | 2 | 1 | 29 | 19 | .667  |
| 3   | Bois-Guillaume | 3  | 1 | 2 | 21 | 30 | .333  |
| 4   | Sénart         | 3  | 0 | 3 | 9  | 28 | .000  |

J : rencontres jouées, V : victoires, D : défaites, PM : points marqués, PC : points concédés, % : pourcentage de victoire.

## Phase finale
| Date  | Heure | Lieu     | Match   | Recevant | Visiteur | Score | Notes |
| ----- | ----- | -------- | ------- | -------- | -------- | ----- | ----- |
| 8 mai | 10.00 | Toulouse | 1/2 n°1 | Rouen    | Toulouse | 4-3   |       |
| 8 mai | 13.00 | Toulouse | 1/2 n°2 | Savigny  | PUC      | 14-3  |       |
| 8 mai | 16.00 | Toulouse | Finale  | Rouen    | Savigny  | 1-6   |       |

L’équipe des Lions de Savigny-sur-Orge gagne le Challenge de France de baseball et se qualifie pour la Coupe d'Europe des vainqueurs de coupe de baseball (Groupe A) 2006.